# Captured by Bedouins

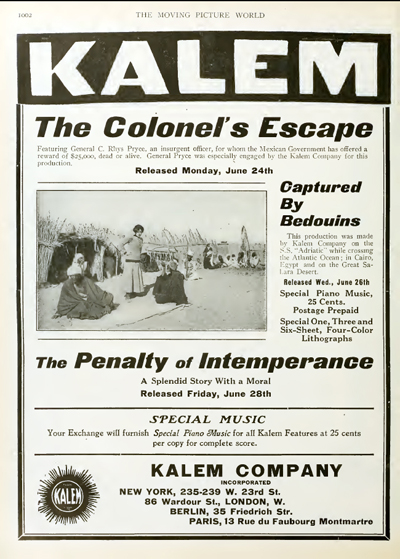

Captured by Bedouins è un cortometraggio muto del 1912 diretto da Sidney Olcott.

## Trama
Per salvare una donna americana rapita dai beduini, un ufficiale si traveste da arabo.

## Produzione
Il film fu prodotto dalla Kalem Company. Venne girato in Egitto, al Cairo.

## Distribuzione
Distribuito dalla General Film Company, il film - un cortometraggio di una bobina - uscì nelle sale cinematografiche statunitensi il 26 giugno 1912.